# Okrągłe Jezioro (powiat szczycieński)
Okrągłe Jezioro – jezioro w woj. warmińsko-mazurskim, w powiecie szczycieńskim, w gminie Pasym, leżące na terenie Pojezierza Mrągowskiego.

## Opis
Brzegi północne są wysokie, południowe płaskie. Otacza je las, tylko przy północnym krańcu łąki. Hydrologicznie jezioro jest otwarte - połączone z Elganowcem.
Dojazd ze Szczytna drogą krajową nr 53 w stronę Olsztyna do miejscowości Grom. Stąd drogą gruntową na północ do wsi Elganowo, a stamtąd ok. 1 km na wschód.

## Dane morfometryczne
Powierzchnia zwierciadła wody według różnych źródeł wynosi od 5,0 ha do 8,2 ha.
Średnia głębokość jeziora wynosi 13,7 m, natomiast głębokość maksymalna 44,6 m.
Zwierciadło wody położone jest na wysokości 139,5 m n.p.m..

## Hydronimia
Według urzędowego spisu opracowanego przez Komisję Nazw Miejscowości i Obiektów Fizjograficznych (KNMiOF) nazwa tego jeziora to Okrągłe Jezioro.